# Menkokia blandii
Menkokia blandii är en stekelart som först beskrevs av Cresson 1864.  Menkokia blandii ingår i släktet Menkokia och familjen brokparasitsteklar. Inga underarter finns listade i Catalogue of Life.